# Ivo Stantić
Ivo Stantić (1913. – 13. kolovoza 1994.) je bio poznati bački hrvatski pravnik, sudac Okružnog suda u Subotici, poznati kulturni djelatnik. 
Bio je tajnikom HSS-a prije 2. svjetskog rata.
Bio je i predsjednikom Hrvatskog kulturno-umjetničkog društva "Bunjevačko kolo" od utemeljenja istog 18. siječnja 1970. godine.